# Jaime Ferrer
Jaime Nery Ferrer (Parañaque, 14 oktober 1916 - aldaar, 2 augustus 1987) was een Filipijns bestuurder en politicus. Hij was onder meer assistent van president Ferdinand Marcos en voorzitter van de Filipijnse kiescommissie COMELEC. Eind 1986 werd hij benoemd tot minister van lokaal bestuur in het kabinet van president Corazon Aquino. Het jaar daarop werd hij doodgeschoten voor zijn huis in Parañaque.

## Biografie
Jaime Ferrer werd geboren op 14 oktober 1916 in Parañaque. Hij behaalde een Associate of Arts-diploma aan de National University in 1934 en een Bachelor-diploma rechten aan de Philippine Law School in 1938. Na zijn afstuderen werkte hij als senior medewerker bij Buitenlandse Zaken. Na de inval van de Japanse troepen in de Filipijnen in het begin van de Tweede Wereldoorlog sloot hij zich in 1942 aan bij USAFFE, het Amerikaanse leger in de Filipijnen. Gedurende de oorlog werkte hij zich op van eerste luitenant tot kapitein in 1943, majoor in 1944 en luitenant-kolonel in 1945. Na de oorlog werd hij in 1946 gekozen in de provinciale raad van Rizal. Van 1946 tot 1952 was hij voorzitter van de Filipijnse Raad voor Veteranen. Van 1951 tot 1954 was hij de landelijke coördinator van de National Movement for Free Elections.
In april 1954 werd Ferrer onder president Ramon Magsaysay benoemd tot onderminister van Landbouw en Natuurlijke Hulpbronnen. Later was hij voorzitter van het bestuur van het National Resettlement and Rehabilitation Administration (NARRA). Weer later werd hij algemeen directeur van NARRA. Na de verkiezing van Ferdinand Marcos tot president van de Filipijnen werd Ferrer aangesteld als persoonlijk assistent en van 1969 tot 1973 was hij voorzitter van de Filipijnse kiescommissie COMELEC. Bij de parlementsverkiezingen van 1984 werd Ferrer gekozen als lid van het Batasang Pambansa namens Las Piñas en Parañaque. Na de val van president Marcos werd het parlement door de nieuwe president Corazon Aquino ontbonden.
Nadat minister van Binnenlandse zaken en lokaal bestuur Aquilino Pimentel jr. ontslag had genomen, werd Ferrer eind 1986 aangesteld als diens opvolger. Als minister was hij verantwoordelijk voor het anticommunistische beleid van de regering waarbij er lokale bewapende groepen werden ingezet om de communisten aan te pakken. Minder dan een jaar na zijn aanstelling werden hij en zijn chauffeur in Ferrer's auto in Parañaque doodgeschoten door vier of vijf mannen. Hij was daarmee een van de vele slachtoffers van moordaanslagen in de Filipijnen in die periode. Vanwege zijn beleid werden de communisten al snel gezien als het brein achter de aanslag. Hoewel de communisten ontkenden, werd veel later bekend dat zij inderdaad achter de moorden zaten.
- Gemeinsame Normdatei: 1280506571
- International Standard Name Identifier: 0000 0000 3497 0081
- Library of Congress Control Number: n95930260